# Kristina Bröring-Sprehe
Kristina Sprehe (ur. 28 października 1986 w Lohne) – niemiecka jeźdźczyni sportowa. Srebrna medalistka olimpijska z Londynu.
Startuje w dresażu. Zawody w 2012 były jej pierwszymi igrzyskami olimpijskimi. W Londynie zdobyła srebrny medal w drużynie (indywidualnie zajęła ósme miejsce), tworzyły ją ponadto Dorothee Schneider i Helen Langehanenberg
. Startowała na koniu Desperados. Ma w dorobku dwa medale mistrzostw świata w 2014, złoto w drużynie i brąz indywidualnie oraz szereg krążków wywalczonych na mistrzostwach Europy (złoto w drużynie w 2013, brąz w 2015; indywidualnie dwukrotnie srebro w 2015). Na igrzyskach w Rio de Janeiro w 2016 roku indywidualnie zdobyła brąz, a w drużynie złoty medal.